# エルナンド・デ・ソト

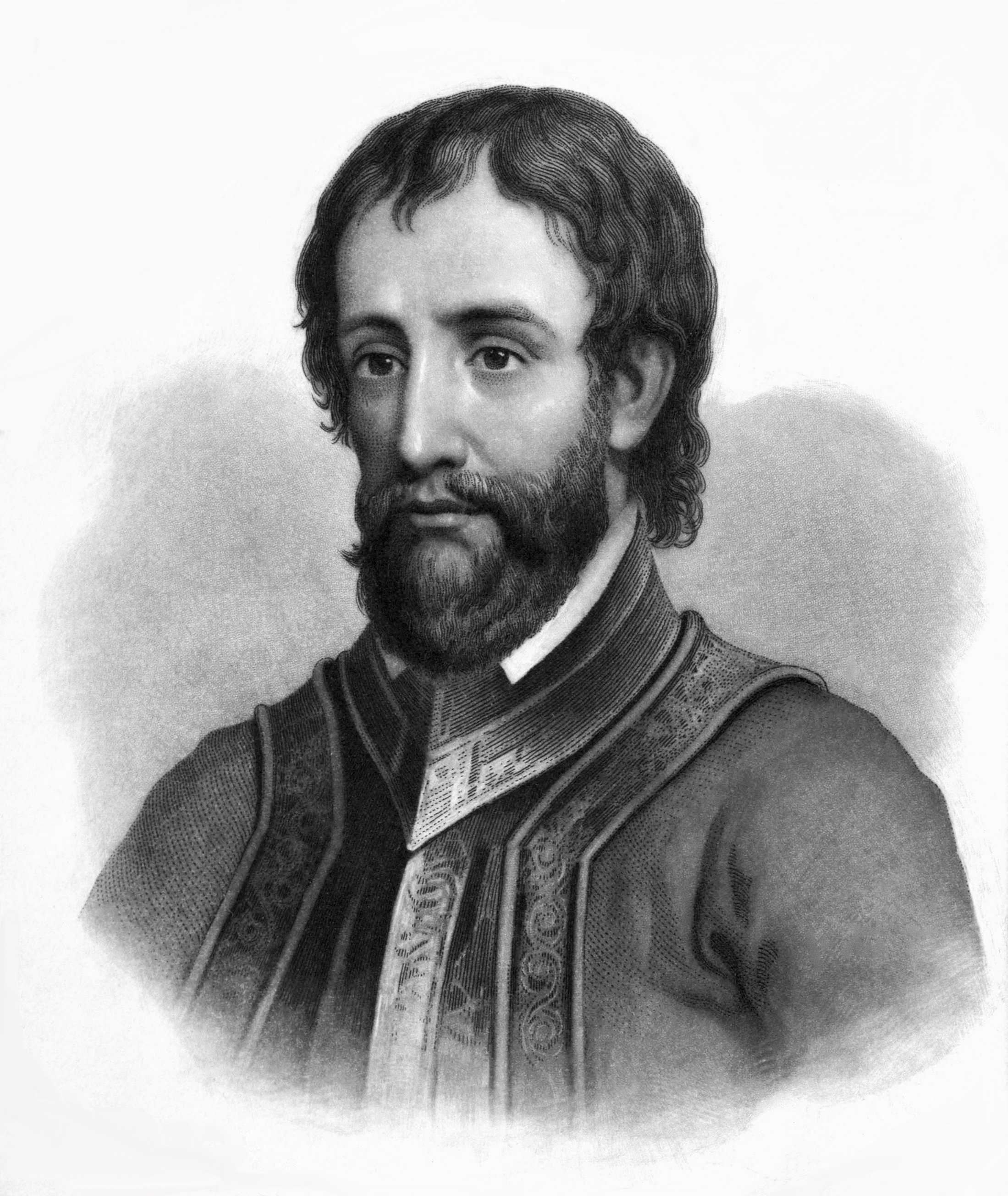
エルナンド・デ・ソト

エルナンド・デ・ソト（Hernando de Soto, およそ1496年または1497年 - 1542年5月21日）は、スペイン人探検家でコンキスタドール。現在のアメリカ合衆国の領地へ最初の白人の遠征隊を率いて、ミシシッピ川を白人として最初に発見した。
スペインのエストレマドゥーラ地方に生まれ、十代の後半にはペドラリアス・ダビラ知事の側で中央アメリカの征服に参加した。1530年代始めに南アメリカを征服したフランシスコ・ピサロの遠征隊にも加わり、インカの略奪品を占有し非常に裕福になった。1539年、デ・ソトは初期のスペインの植民地への最大の遠征に着手したほか、その大事業は、黄金と中国への道を探してアメリカ合衆国南東部一帯に及んだ。1542年に現在のアーカンソー州レイクヴィレッジのミシシッピ川の土手で死亡。

## 若年期
エルナンド・デ・ソトは、多くの若者が富を求めて他の土地へ出て行くエストレマドゥーラ地方のつましい生活をする下級貴族の両親の元に生まれた。バダホスとヘレス・デ・ロス・カバリェロスのふたつの町が彼の生誕地と目されている。幼少の頃いずれの場所でも過ごしたことは確かである。彼は遺志として、遺体を家族も埋められているヘレス・デ・ロス・カバリェロスに埋めるように要求していた。レコンキスタのすぐ後に、占領者の時代が到来した。スペインとポルトガルは、ムーア人が倒された後、軍で名を挙げる機会を乞う若い男でいっぱいだった。西の新しい土地（当時は東アジアと思われていた）への到達によって、名誉と富の囁きは貧乏なエストレマドゥーラ人には切実なものであった。
デ・ソトは1514年に最初のパナマ総督のペドラリアス・ダビラと共に新世界へと航海した。勇敢なリーダーシップ、揺るぎ無い忠誠心、そして酋長の拉致と脅迫、虐殺によるインディアンの村々からの物資強奪の策略は、中央アメリカの征服の間デ・ソトのお家芸となった。彼は馬術、戦闘、戦略において名声を上げたが、（現代の視点からすれば）過激な残虐行為でよく知られた。この期間、北アメリカに到達したフアン・ポンセ・デ・レオン、太平洋を白人としてはじめて発見したバスコ・ヌーニェス・デ・バルボア（彼はそれをパナマの下の「南の海」と称した）、そしてオリエントへの海を最初に航海したフェルディナンド・マゼランらが、深くデ・ソトの大志に影響を与えた。

## 最初の遠征 - 南アメリカ
1528年、デ・ソトはニカラグアのレオンの自治体協議会のメンバーになり、スペインの新世界の財宝を世界で最も裕福な市場・オリエントと交易するため、大西洋と太平洋の間の通路を探すべく遠征隊を率いてユカタン半島の沿岸部を北上した。それに失敗し、さらなる探検をすることもなく、ペドラリアス・ダビラ総督が死んだ後は、1532年のフランシスコ・ピサロの南アメリカとペルーの征服に参加した。
50名の集団とともに、デ・ソトはインカ帝国首都、クスコへつながるインカの道路網を通り、インカの族長アタワルパと友人になった最初の白人となった。
スペインのペルーと南アメリカの征服は、スペイン人たちに多額の身代金を提供する約束をよそに、ピサロによるアタワルパの処刑で完遂した。1536年にデ・ソトがペルーを出発した後、カルロス1世はピサロに対しアタワルパを殺した咎で死刑を宣告した。

## スペインへの帰還
デ・ソトはスペインのインカ帝国征服による莫大な財宝を手にしてスペインに戻った。征服の英雄として有名になり、彼は誉れの高いサンティアゴ騎士団に入団を認められた。彼はペドラリアス・ダビラの娘で、イザベル1世の親友の親戚にあたるイザベル・デ・ボバディリャと結婚した。デ・ソトは王に「南の海に行く許可とともに」グアテマラの政府の要職に就けるよう請願したが、代わりにキューバの総督職を与えられた。デ・ソトは4年以内に北アメリカ大陸を植民地化することを期待された。
ちょうどスペインに戻ってきた北アメリカの探検家、アルバル・ヌニェス・カベサ・デ・バカの物語に興味をかき立てられ、デ・ソトは620名の熱心なスペイン人とポルトガル人の志願者、数名のアフリカ人の子孫を、キューバ政府と北アメリカの征服のために選んだ。平均年齢が24歳の彼らは、ハバナから王の7隻のガレオン船と、デ・ソトの2隻のキャラベル船に乗船した。数トンの重い甲冑や備品とともに、237頭の馬と200頭の豚を含む500頭以上の家畜を積んでいた。
デ・ソトはアメリカを探検してオリエントへの道を見つける計画を立てた。遠征隊は、4年間の大陸の探索の間、食物と寝場所を確保すべく戦ったが、この結果、数万人のインディアン民族が虐殺された。

## デ・ソトの北アメリカ遠征

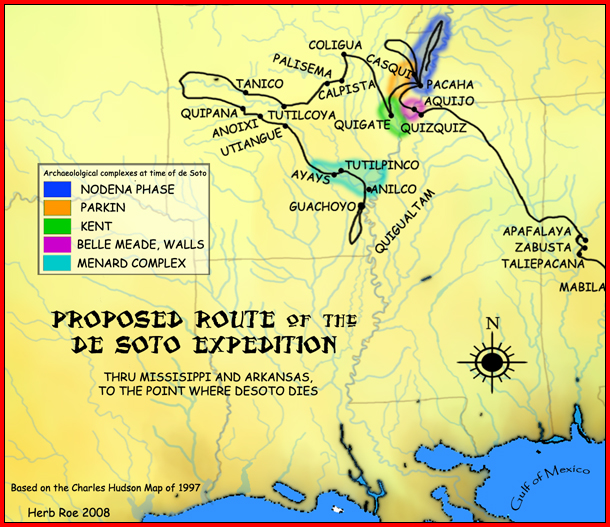
ソトの遠征経路

### 歴史学的論争
デ・ソトの遠征の正確なコースは、歴史家や地方政治家の間で議論の的となる。もっとも広く使われているデ・ソトの旅程のバージョンはアメリカ合衆国議会のものである。人類学者のジョン・R・スワントンを議長にした委員会は、「アメリカ合衆国のデ・ソト遠征任務の最終報告」を1939年に発行した。遠征コースの最初の部分(アラバマでのデ・ソトのマビラの戦いまで)は今日詳細のみが議論されており、マビラ以降のデ・ソトの旅程は争われている。議会の出したデ・ソトの旅程は、そこからミシシッピ州、アーカンソー州、テキサス州を通っている。他の説では、マビラからテネシー州、ケンタッキー州、インディアナ州を通る北のルートとされている。
考古学的な復元とインディアンの口承の歴史が考察されだしたのはごく最近である。しかし、新しい建物の建設や、出現物とその叙述との間に450年以上の年月が経過していることもあり、調査は困難である。遠征に決定的に関連している唯一の場所は、現在のフロリダ州タリャハシーのフロリダ州都庁舎のおよそ1マイル東に位置する、フロリダ州アンハイカのアパラチー族の村にあるガバナー・マーティン遺跡である。1987年3月に考古学者のB・カルヴァン・ジョーンズが発見した。
最新の説は、遠征隊の生存者でありデ・ソトの秘書をしていたロドリゴ・ランヘルと、デ・ソトと共にいた王の代理人、ルイス・エルナンデス・デ・ビエドマの、ふたつの日記を基にしている。それらの中ではデ・ソトの旅程を、出航したキューバのハバナ、陸沿いに進んだメキシコ湾、2年目の間に到達した大西洋、その後すぐに越えた高い山々、そして旅程にあったその他のいくつかの地理的特徴(大きな川や沼)に関して、合間をあけた記録として記述している。地球の地理はデ・ソトの時代から変化していないことを受け、現代の地形学的知識に基づいて分析されたこれらの日記は、旅程をより細かくしている。

### フロリダの1539年から1540年代初頭まで
1539年5月、デ・ソトは620名以上の隊員と220頭の生き残った馬とともに、9隻の船でフロリダ州のポートシャーロットに上陸した。彼はその地を聖霊にちなんで「エスピリトゥ・サント」と名付けた。船には聖職者、職人、技師、農民、商人が乗っていた。ある者は家族とともに、ある者はキューバから、ほとんどはヨーロッパとアフリカから来ていた。彼らのほとんどはスペインや、彼らの故郷の村の外を旅したことがなかった。
フアン・オルティスと名乗る若いスペイン人が、デ・ソトの港の近くで見つかった。オルティスは初期のナルバエス遠征の探検でフロリダに来て、カルーサ族の「ウチタ（戦士集団）」に捕らえられていた。このときオルティスの語った「ウチタの酋長のひとり、ヒッリヒグアの娘が、彼女の父親が生きたまま火あぶりにする命令を出した時にオルティスの命を請うた」という真偽不明なエピソードは、ほぼ間違いなくのちのジョン・スミスの吹聴した「ポカホンタス伝説」の原型である。オルティスは監禁と拷問を生き延び、遠征隊に参加した。オルティスは地方の隅々を知っていて、また通訳としても役に立ったため、遠征隊のガイドと様々な部族語を使いこなし、重用された。
インディアン奴隷のガイド達は、カルーサ族の村の名から「パラコヒ」と呼ばれ、遠征路沿いの各インディアン部族から徴用された。彼らは、ソトと周辺インディアンとのコミュニケーションを助けた。オルティスがスペイン下級貴族のお仕着せを着ることを拒否したため、ソトの部下たちはオルティスをいぶかった。しかしデ・ソトは彼を敵視せず、「パラコヒ」のインディアン友人たちの間で好きな服を着ても良いとした。もう一人の重要なガイドは、17歳の少年のペリコ（またはペドロ）である。現在のジョージア州出身で、様々な地域のインディアン部族の言語を話し、オルティスと会話することができた。ペリコは1540年にガイドとして携わり、残りの奴隷よりもよく扱われた。
デ・ソトは港を離れて北へ向かい、フロリダの西海岸を冒険して、道沿いのインディアンの待ち伏せと争いに耐えた。彼の最初の冬期野営地はアパラチー族の首都のアンハイカだった。それは考古学者がデ・ソトの野営の痕跡を確認できた、唯一の場所である。そこは、前のナルバエス遠征隊員が逃亡するためのボートを作っている間に、貴重な馬の肉を食べた「馬の湾」の近くにあると記述された。

### 1540年の「マビラの虐殺」

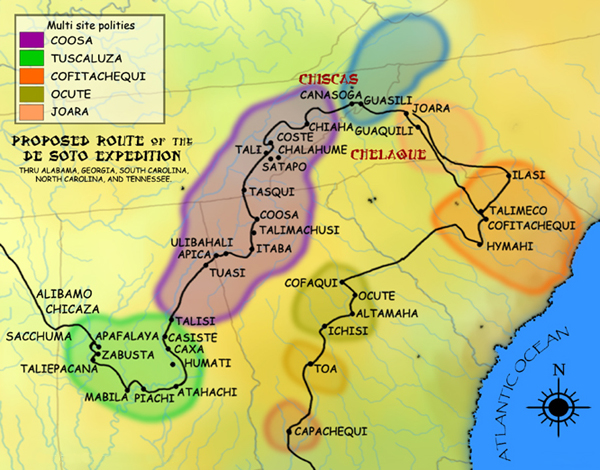
ソトの遠征路。左下に「マビラ」の砦が見える

遠征隊が冬を過ごしたフロリダのパンハンドル西部の場所から、「太陽が昇る場所」で採掘される金のことを聞き、ジョージアとサウスカロライナを通って現在のサウスカロライナ州コロンビアへと北東に向かった。そこであるインディアン部族を訪ね、女性の酋長に快く迎えられた。彼女は遠征隊に部族の真珠や食物などを提供した。しかし黄金はなく、フアン・パルド (Juan Pardo) による、以前の沿岸部のスペイン人遠征の断片の他は見つけることができなかった。
デ・ソトはノースカロライナのアパラチア山脈に向けて北進し、部下が金を探している間、一ヶ月間馬を休ませた。次にテネシーとジョージア北部に入り、そこでさらに一ヶ月を費やした。その後メキシコ湾へと南へ向かい、ハバナからの新しい荷物を積み込んだ彼の2隻の船と会った。

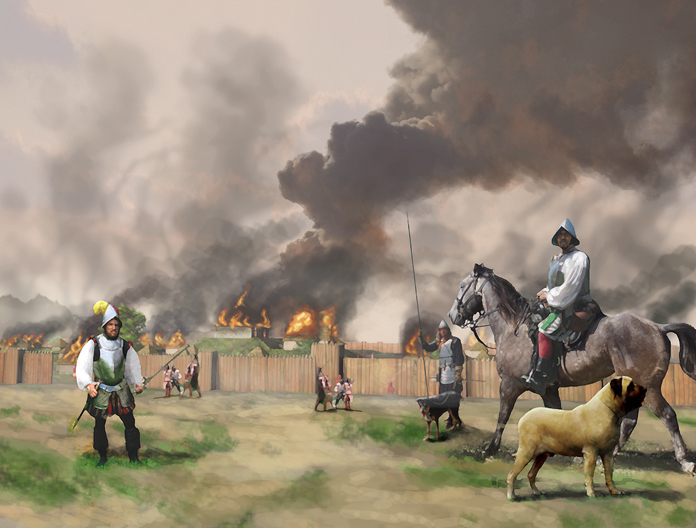
マビラの砦を焼き払い、インディアンを虐殺するソトの軍隊

道中のアラバマ中央部で、デ・ソトはインディアンの砦村のマビラに到達したが、タスカルーサたちモービル族（チョクトー族かクリーク族の支族と見られる）の戦士団によって攻撃を受けた。なんとかその攻撃をかわして進軍し、都市に火を放った。この9時間の間、20名の隊員が死亡したほか、多くが負傷し、翌数週間で20名以上が死亡した。2000名～6000名ほどのモービル族戦士たちは、ソトの軍隊の放った火と戦いで皆殺しにされた。ソトの部下のルイス・ビエドマは1544年、以下のように書き残している。
「我々はマビラの町に入って火を放ち、インディアンどもを焼き殺して略奪した。後には何も残らなかった。我々は夕暮れ時までこの戦を続けたのだが、一人だけ降伏を拒否してライオンのように戦った勇敢なインディアンがいた。我々は、火、あるいは剣、またはインディアンと同じように槍で、インディアンども全員を殺した。
ほぼ日が暮れた頃、生き残ったインディアン戦士はわずか3人だった。そして、20人の女たちが連れてこられて前で降伏の踊りを踊り、戦士たちは腕を組み、殺すなら迎えに来い、と合図した。宣教師が女たちのほうに進むと、彼女らは脇に回った。そして、我々は生き残りのインディアン戦士のうち二人を殺した。残った三人目の戦士は、我々を狙って矢を撃ってきた。この最後のインディアンは、降伏を拒否して、砦の柵の内側にあった木によじ登り、自分で自分の首に縄を結んで首を吊った。」
遠征隊はインディアンを倒したが、所有物の大半と40頭の馬を失った。彼らは負傷したり、病気にかかったりし、見知らぬ土地で武器も持たず敵に囲まれた。彼の部下がモービル湾の船に到達してスペインにこのうわさが流れることを恐れ、デ・ソトはメキシコ湾岸から彼らを遠ざけてミシシッピに入り、恐らく現在のトゥペロの近くで冬を過ごした。

### 1541年

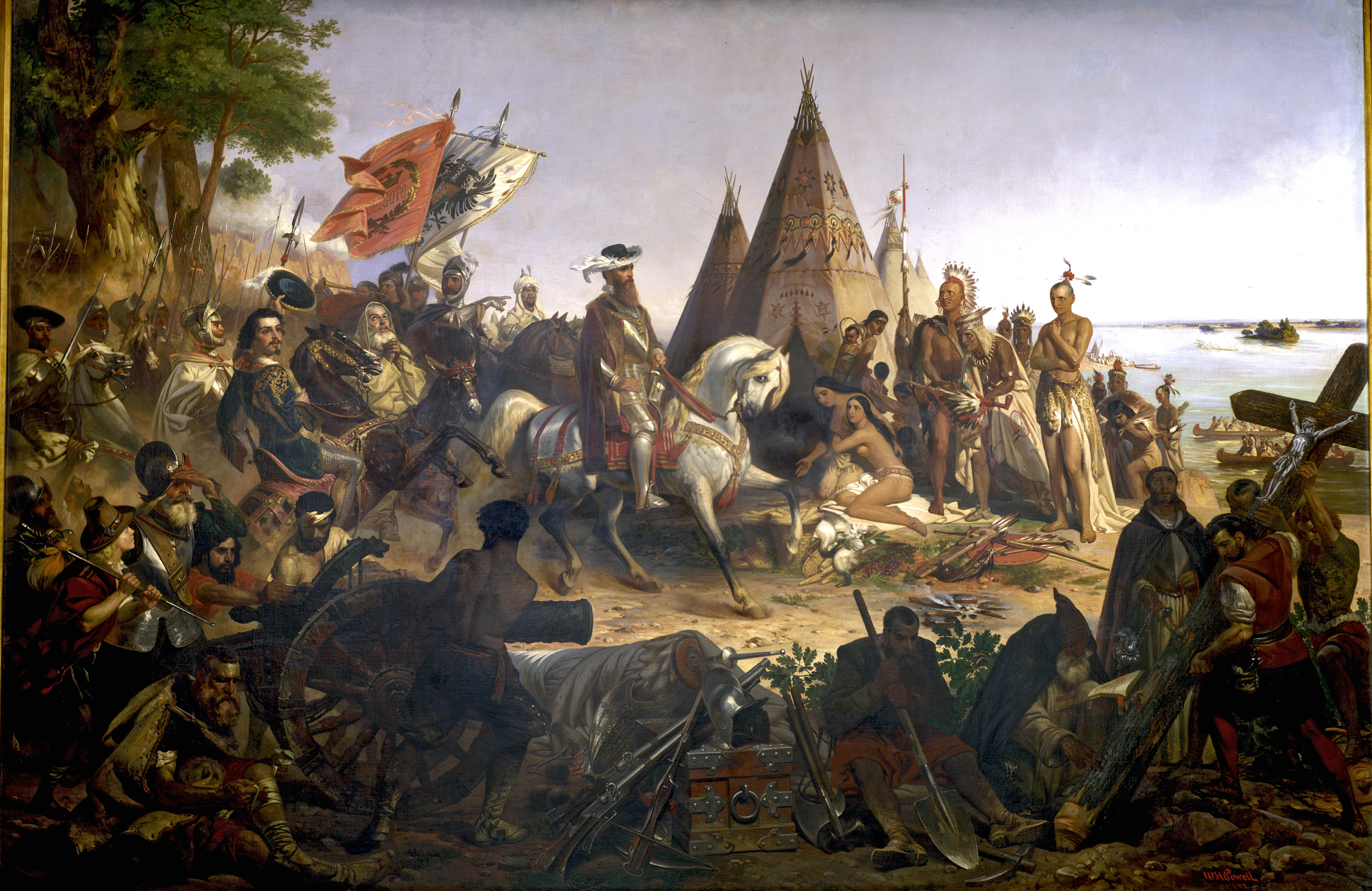
Discovery of the Mississippi(ミシシッピの発見)ウィリアム・H・パウエル(1823–1879)作。デ・ソトが最初にミシシッピ川を見たときのロマン主義的描写。

1541年春、デ・ソトはチカソー族に、男を200人荷負い奴隷に寄こすよう要求したが、当然彼らはそれを拒否し、スペイン人の野営地に夜襲をかけた。スペイン人は40名と備品の残りを失った。隊員の記録によると、遠征隊はもうすこしで全滅するところであったという。遠征隊にとって幸運なことに、チカソー族は彼らを解放してくれた。
1541年5月8日、デ・ソトの部隊はミシシッピ川に到達した。彼がミシシッピ川を見た最初の白人かどうかは不明であるが、記録上は最初の白人である。
もっともデ・ソトは、単なる任務への障害と捉えており、この白人としての最初の発見にそれほど興味を持っていなかった。彼と400名の隊員は幅広い川を渡らなければならず、そこでは常に敵対的なインディアンたちが巡回していた。およそ一ヶ月後、いくつかのボートを作った後ついにミシシッピ川を渡り、現在のアーカンソー、オクラホマ、テキサスを通って西方への旅を続けた。アーカンザス川流域のアウティアミクで冬を過ごした。
厳しい冬の後に、野営を引き払ってから、遠征隊は迷走していった。有能な通訳だったフアン・オルティスが死亡したため、行き先や食料源を見つけたり、インディアンとの意思の疎通が困難になったのである。遠征隊はカドー川のはるか内陸にまで行き、そこで好戦的なチュラ族・インディアンと衝突した。見たところ、彼らはこれまで遭遇した中で最も手強く危険な戦士だった。これは恐らく現在のアーカンソー州カドーギャップ(このコミュニティには記念碑が建っている)の範囲内で起こったものとされている。最終的に、遠征隊はミシシッピ川に戻った。

### デ・ソトの死
1542年5月21日、ミシシッピ川の西岸にあった「グアチョヤ」というインディアンの村（現在のアーカンソー州マッカーサー近く）で、デ・ソトは熱病によって死んだ。彼はインディアンたちを服従させようと「不滅の太陽神」と名乗っていたので、彼の部下はソトが死んだことを隠さなければならず、デ･ソトの死体を砂の重りを入れた毛布で包み、夜の間にミシシッピ川の中央に沈めた。（インディアンたちはその策略をとうに見抜いていたはずである）。

### メキシコシティへの遠征隊の帰還
デ・ソトの遠征は、期待された財宝や植民地化に最適な場所を見つけることができずに、3年間ラ・フロリダを探検していた。およそ半分の隊員を失い、馬のほとんどは殺されており、彼らは動物の皮を衣服にして多くは負傷して不健康であった。その後、多数の合意によって遠征を中止することが決定され、ミシシッピ川を下るか、テキサスを渡ってスペイン領植民地のメキシコシティへ陸路で行くかの、帰途を見つけようとしていた。
ボートを作ることは困難で時間がかかるため、メキシコ湾を航行するのは断念し、陸路で南西に向かった。最終的に、インディアンが狩猟採集で自給自足を営んでおり、人口もまばらで乾燥した、現在のテキサスの地域に到達した。ところが、食べ物を略奪するためのインディアンの村がなく、食糧が不足していた。
彼らはやむを得ず、ミシシッピ川沿いのもう少し開けた地域に引き返し、そこでボートを作り始めた。馬具や奴隷の足かせを含む、持っていた鉄すべてを溶かし、ボート用の釘を作った。冬が過ぎ、春の洪水でさらに2ヶ月費やされたが、7月までにはミシシッピ川を下ってメキシコ湾岸に向けて出発した。旅行にはおよそ2週間かかり、全体のコースにわたってインディアンの領地を通って漂流していたため、時には何日間もかけてボートをカヌーで追ってくる、敵対的なインディアン部族の矢に悩まされた。スペイン人は弓矢を長い間使っていなかったため、水上で攻撃できるような武器を何一つ持っていなかった。そのため、矢を防ぐために鎧兜や敷き布団をあてにするしかなかった。およそ11名のスペイン人がこの航行で死亡し、多くが負傷した。
ミシシッピ川河口に到達すると、ボートは湾の海岸沿いに南西に向けてまっすぐ進み、およそ50日後に彼らはパヌコ川とスペインの辺境の町パヌコに到達した。そこでおよそ一ヶ月休んだ。この時多くのスペイン人隊員が、入植地を見つけることなくしてラ・フロリダを出発したのは早計だったとして反乱を起こし、数名が死亡した。メキシコシティへの旅を続けたが、副長のドン・アントニオ・デ・メンドーサが別のラ・フロリダへの遠征隊に加わらないかと提案したときには、志願したものはほとんどいなかった。当初700名いた関係者は、300〜350名が生き残り(311名が一般的に受け入れられた数)、結局そのほとんどは、メキシコ、ペルー、キューバやその他のスペイン領の新世界に住み着いた。

## 影響
デ・ソトのフロリダへの旅は、隊員にとって過酷であった。金も繁栄も獲得できず、ひとつの植民地も建てなかった。当時の遠征の評判は、エルナン・コルテスへのそれよりも後のドン・キホーテのそれに似ていた。それでもなお、 いくつかの結果をもたらした。
一方で、遠征隊は旅行した各地にその足跡を残した。逃げたり盗まれたりした馬の一部は、北アメリカ西部でのムスタングの最初の個体群となり、デ・ソトが持ち込んだ豚は南部に豚肉をもたらした。デ・ソトは、インディアンと白人間の敵対関係のきっかけとなり、白人にとっての新大陸でインディアンと敵対したほか、多くの遠征隊が衝突を引き起こした。
しかし、さらにインディアン社会を荒らしたのは、戦いよりも遠征隊が持ち込んだ伝染病であった。遠征隊が通過した地域の中には過疎化したところもあり、インディアンの多くが、伝染病によって荒らされた領土から、周囲の丘や沼地へと逃げた。当時のインディアンの社会構造は、根本的に変えられてしまった。
遠征の記録は、ヨーロッパにおいて地理的、生物学的そして民族学的な知識に多大な貢献をした。デ・ソト遠征隊の北アメリカのインディアンの記述は、北アメリカ大陸南東部社会についての、初期の有名な資料となった。インディアンが他の白人と遭遇する前の、北アメリカのインディアンの習慣に関する白人の唯一の記述である。同時に、デ・ソトの部下は、ミシシッピ文化の最盛期を体験した、最初で最後の白人であった。
デ・ソトの遠征はまた、スペイン王室にメキシコの北の領地に対するスペインの態度にも影響を与えた。彼は北アメリカの大部分をスペインの所有とするよう主張し、伝道所は主にフロリダ州と太平洋沿岸に集中することになった。
ミシシッピ州デソト郡(彼が死んだとされる場所)とその郡庁所在地ヘルナンド、ルイジアナ州デソト郡、フロリダ州ヘルナンド郡とデソト郡はエルナンド・デ・ソトにちなんで名付けられた。彼の上陸した場所であるエスピリトゥ・サントはフロリダ州ブレイデントン西のデ・ソト国定記念物に記されている。他の都市や車のモデル名にも、彼の名にちなんでいるものがある。